# Garani
Garani (macedónul: Гарани, albánul Garana) település Észak-Macedóniában, a Délnyugati körzet Kicsevói járásában, 2013-ig az Oszlomeji járás része volt, ami teljes egészében beolvadt a Kicsevói járásba.

## Népesség
| Lakosok száma | 273  | 295  | 332  | 155  | 44   | 5    | 519  | 542  | 27   |
|               | 1948 | 1953 | 1961 | 1971 | 1981 | 1991 | 1994 | 2002 | 2021 |

2002-ben 542 lakosa volt, akik közül 541 albán és 1 macedón.